# Philippe Montanier
Philippe Montanier, né le 15 novembre 1964 à Vernon (Eure), est un footballeur français, qui évoluait au poste de gardien de but, devenu entraîneur.
Comme joueur, il porte essentiellement les couleurs du SM Caen où il dispute neuf saisons, participant notamment à l'aventure européenne de 1992. Il défend par la suite les buts du Toulouse FC puis du FC Gueugnon, en deuxième division.

## Carrière

### Joueur
Formé à l'ALM Évreux, il arrive au SM Caen en 1984, à 19 ans. Il joue trois saisons en équipe réserve et devient la doublure de Michel Bensoussan en 1987. Il participe à la montée du club en 1988 en disputant trois matchs. Pour sa première saison parmi l’élite, il part comme doublure. À la trêve, Nouzaret décide de le titulariser à la place de l’ancien joueur du Paris SG. Il dispute son premier match en D1 le 4 février 1989 sur le terrain du SC Toulon Var (1-0) et s’impose naturellement. Il dispute finalement quatorze matchs de championnat, le club bas-normand assurant son maintien en toute fin de saison, grâce notamment aux exploits de Fabrice Divert en attaque.
Lors de la saison 1989-1990, il s'affirme en titulaire indiscutable et devient l'un des joueurs les plus appréciés par les supporters. Ses prestations attirent l’œil de clubs plus huppés, alors qu'il dispose d'une clause de départ d'un demi million de francs. Devenu une valeur sûre du championnat, il est annoncé un temps à l'OM mais rejoint finalement le FC Nantes, le club caennais n'ayant pas les moyens financiers de le conserver. Mais le titulaire à Nantes, David Marraud, ne part pas, et lui est finalement préféré. Réduit à un rôle de remplaçant, son temps de jeu se réduit énormément. Il ne joue que sept rencontres et décide de revenir dans son club formateur en fin de saison. À son retour, le Stade Malherbe est devenu un club de milieu de tableau grâce à la génération dorée des Stéphane Paille, Benoît Cauet et Franck Dumas. Montanier récupère sa place dans les buts et Caen termine 5e du championnat lors de la saison 1991-1992, se qualifiant ainsi pour la Coupe UEFA 1992-1993.
Il fait logiquement partie de l'équipe qui dispute le premier tour de la coupe UEFA face au Real Saragosse (victoire 3-2 à l'aller mais défaite 2-0 en Espagne). L'équipe finit 11e et l'inter-saison 1993-1994 est marquée par un fort renouvellement au sein de club. Les Gravelaine, Paille et Calderón ne sont pas efficacement remplacés, tandis que Richard Dutruel, prêté par le PSG, est propulsé comme titulaire dans les buts normands. Philippe Montanier ne vit pas très bien cette situation et quitte le club à la fin de la saison.
En fin de contrat, il rebondit au Toulouse FC, en D2. Il passe trois saisons sur les bords de la Garonne : le TFC échoue aux portes de la D1 (4e puis 5e) avant de remonter au terme de la saison 1996-97, au cours de laquelle il perd sa place de titulaire au profit de Teddy Richert.
À nouveau en fin de contrat, il n’est pas conservé dans l’effectif toulousain, de retour en D1. Il rejoint alors le FC Gueugnon et passe deux saisons en Bourgogne. Il y réalise deux saisons pleines, dans un club qui se maintient confortablement (11e puis 8e). À la fin de son contrat, il réalise une dernière pige à l'AS Saint-Étienne, en tant que doublure de Jérôme Alonzo. Il joue tout de même quatre matchs dans le Forez avant de prendre sa retraite sportive en 2000.
Au cours de ces années de joueur professionnel au Stade Malherbe de Caen, Philippe Montanier suit en parallèle ses études à l'université de Caen, il obtient une licence à L'UFR STAPS de Caen en 1989 et une maîtrise de gestion avec mention en 1991. Au cours de sa carrière de joueur professionnel, il passe par ailleurs ses diplômes d'entraîneur, ce qui lui permet d'enchainer sa reconversion aussitôt sa carrière de joueur terminée.

### Entraîneur
Ayant mis un terme à sa carrière de joueur en 2000, il devient dans la foulée directeur général du SM Caen, son club formateur, qui vient d'être privatisé. Il remplace en quelque sorte Daniel Jeandupeux, son ancien entraîneur, qui était revenu comme directeur sportif en 1997. L'expérience est de courte durée puisqu'il part quelques semaines seulement après son arrivée, alors que le club caennais a complètement manqué son début de saison et que l'entraîneur Pascal Théault a été remercié.

#### Entraîneur adjoint
En octobre 2000, il entame une carrière d'entraîneur, et devient l'adjoint de Robert Nouzaret, son ancien entraîneur à Caen, au Toulouse FC. La saison suivante il le suit au SC Bastia, puis entre 2002 et 2004 avec l'équipe de Côte d'Ivoire.

#### Boulogne-sur-Mer
À partir de juillet 2004, il prend la responsabilité de l'équipe première de Boulogne-sur-Mer. Les succès ne se font pas attendre puisque dès la première saison, il est champion de CFA et deux saisons plus tard, il accède à la Ligue 2. Après une saison d'acclimatation, le club joue les premiers rôles en Ligue 2 lors de la saison 2008-2009, jusqu'à arracher la montée en Ligue 1 à la dernière journée ! Grégory Thil, capitaine et auteur de 18 buts, est le symbole de la réussite d'une équipe qui se distingue par son jeu. Philippe Montanier est désigné entraîneur de Ligue 2 de l'année.
Le 3 juin 2009, à la surprise des supporters boulonnais, Philippe Montanier signe un contrat de trois ans avec le Valenciennes FC, où il remplace Antoine Kombouaré. Pour sa première saison au VAFC, il conduit son équipe à la 10e place, le meilleur résultat du club de Valenciennes depuis la saison 1979-1980.

#### Consécration à la Real Sociedad

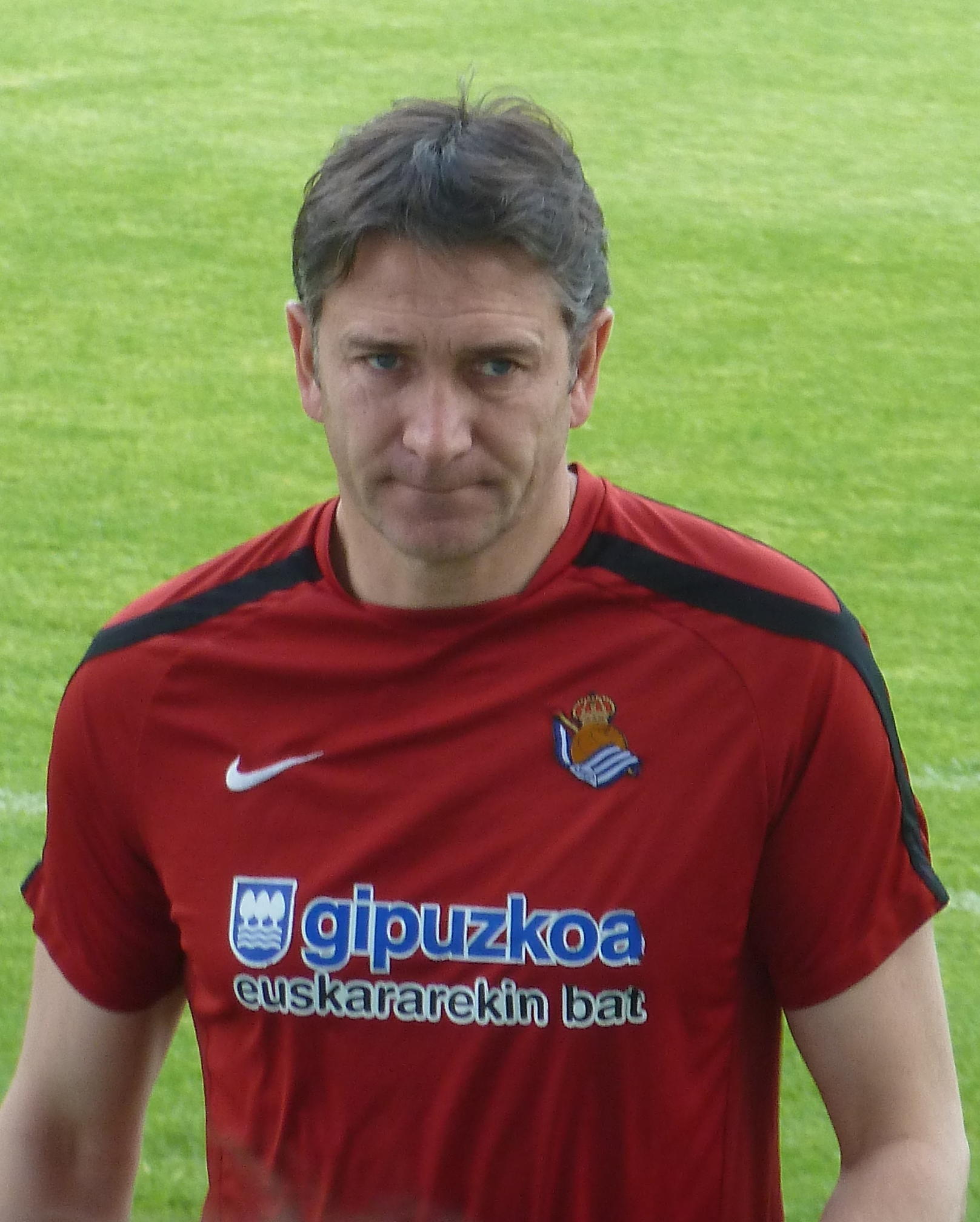
Montanier à la Real Sociedad, en 2012

Le 4 juin 2011, après plusieurs jours de négociations entre les clubs concernés, Philippe Montanier s'engage pour deux ans avec la Real Sociedad. Le 10 septembre 2011, il réussit l'exploit d'arracher un point face au FC Barcelone (score final 2-2).
Lors de la saison 2012-2013, il bat la même équipe du FC Barcelone 3-2. La Real Sociedad finira quatrième et se qualifiera pour les barrages de la Ligue des champions. Mais Philippe Montanier, en fin de contrat, refuse la proposition du club basque de continuer l'aventure.

#### Retour en France à Rennes
Le 21 mai 2013, le Stade rennais annonce avoir trouvé un accord avec lui pour un contrat d'une durée de trois saisons. Il conclut sa première saison à la tête du club breton à la 12e place, assortie d'une finale perdue en Coupe de France face à Guingamp. À l'été 2014, l'effectif est profondément renouvelé avec près de 20 mouvements de joueurs. Bien que le club n'arrive pas à s'immiscer dans la course à l'Europe, il est conforté dans ses fonctions par le président René Ruello qui prolonge son contrat jusqu'en juin 2019 afin qu'il puisse bâtir un projet sur la durée.
Le 20 janvier 2016, la direction du Stade rennais décide de se séparer de son entraîneur à la suite d'une défaite lors d'un 16e de finale de Coupe de France perdu contre Bourg-en-Bresse, club de Ligue 2. Rolland Courbis le remplace le jour même. Le club était classé 6e à 3 points de la 3e place en ayant la 3e  attaque du championnat à égalité avec l'Olympique de Marseille (source LFP)

#### Nottingham Forest en Angleterre
Le 27 juin 2016, un temps annoncé au RC Lens, il devient finalement le nouvel entraîneur de Nottingham Forest. Il est démis de ses fonctions le 14 janvier 2017 alors que l'équipe se trouve à la 20e place au classement, à trois points des places de relégation. Montanier avait été nommé en juin, suivant la volonté d'un futur repreneur. Ce dernier n'a pu racheter le club et Montanier n'a jamais été conforté par le milliardaire koweitien, toujours à la recherche d'un acquéreur.

#### RC Lens
Le 22 mai 2018, il est nommé entraîneur du RC Lens, s'engageant pour deux saisons plus une en option. Son staff technique, dévoilé début juin, se compose de Philippe Lambert, Mickaël Debève, Stéphane Wiertelak et Thierry Malaspina. Lors de sa première saison chez les Sang et or, il parvient à décrocher la cinquième place, emmenant son équipe jusqu'aux play-offs. Il remporte le premier match au stade Charléty face au Paris FC à l'issue de la séance de tirs au but, puis arrache la victoire à Troyes dans la seconde rencontre, et accède au barrage contre Dijon, 18e de Ligue 1. Mais après un match nul au stade Bollaert-Delelis (1-1), le club s'incline 3-1 au retour et reste en Ligue 2.
.

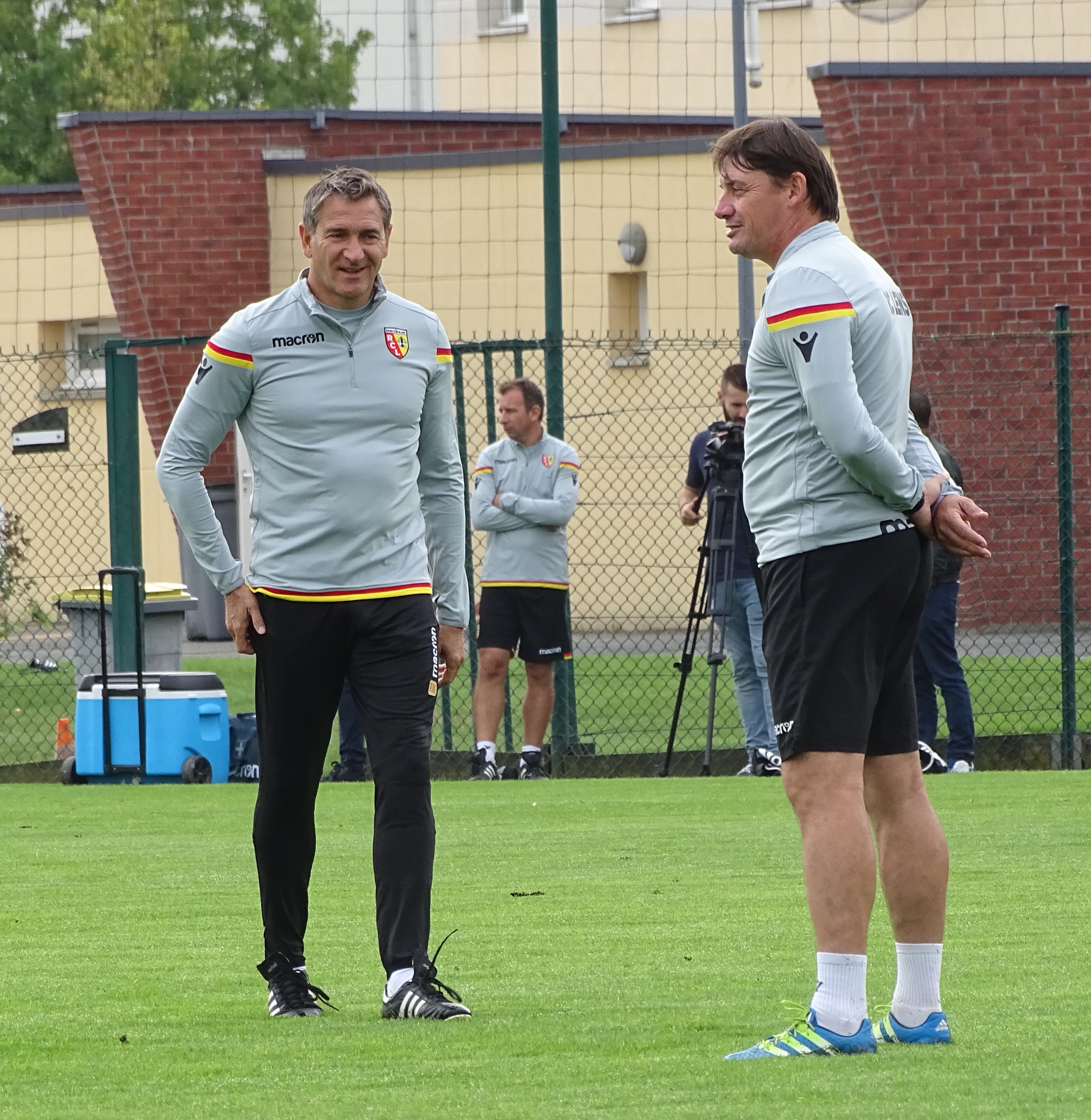
Philippe Montanier et Mickaël Debève, août 2018.

Pour la saison 2019-2020, le groupe est partiellement renouvelé, via des recrues expérimentées (Yannick Cahuzac, Florian Sotoca et Tony Mauricio notamment), alors que plusieurs jeunes joueurs offensifs quittent l'Artois. Le club boucle la première moitié de championnat à la première place, mais s'écroule après la trêve hivernale. Le 25 février 2020, à la suite de deux défaites consécutives (3-2 à Châteauroux et 1-4 contre Caen), le technicien ainsi que son staff prennent la porte et l'entraîneur de l'équipe réserve, Franck Haise, le relaie. Celui-ci remporte les deux matchs suivants, permettant à son équipe de gagner une place au classement. Le championnat 2019-2020 est arrêté le 28 avril 2020 à cause de la pandémie de Covid-19. Le RC Lens, deuxième du championnat accède à la Ligue 1, retrouvant l'élite après cinq années d'absence. Ayant obtenu 88% des points lors de la saison 2019-2020 (46/52), Montanier aura largement contribué au retour dans l'élite des Sang et Or.
L'ensemble du staff ayant été licencié avec les indemnités minimales, c'est-à-dire que contrairement à l'usage (Paris-Saint-Germain, etc.) les salaires restants du contrat à durée déterminée n'ont pas été versés, le club et ses anciens salariés se sont retrouvés devant la chambre des Prud'hommes qui a donné entièrement raison au club (ce qui signifie qu'une clause contractuelle permettait de mettre un terme au contrat sans indemnité même sans faute professionnelle).

#### Saison post-Covid à Liège
Le 10 juin 2020, le Standard de Liège annonce son arrivée en tant qu'entraîneur principal à la suite du retrait de Michel Preud'homme, coach emblématique des Rouches. La durée de son contrat n'est pas annoncée. En Belgique, il dispute la Ligue Europa, où il ne franchit pas la phase de groupe (troisième avec 4 points). À peine six mois plus tard, il est limogé le 26 décembre 2020 après une série de huit matchs sans victoire.
C'est un échec de partir sur 8 défaites, mais Philippe Montanier aura lancé en pro plusieurs jeunes joueurs de l'Académie : N.Raskin, M.A. Balikwisha, D.Pavlovic, H.Siquet, A.Tapsoba et Joachim Carcela.[non neutre]

#### Troisième retour en France à Toulouse
Le 23 juin 2021, le Toulouse FC qui n'est pas parvenu à obtenir la montée en ligue 1 aux côtés de Patrice Garande, annonce son arrivée en tant qu'entraîneur principal pour les deux prochains saisons. Dès sa première saison sur le banc toulousain, il permet au club de remonter en Ligue 1. Il est Champion de France de Ligue 2 le 7 mai 2022 après une victoire 2-1 contre le Nîmes Olympique. Ce sera l’année de tous les records pour Philippe Montanier et ses joueurs, le TFC bat les records du nombre de victoires de l’histoire de la Ligue 2 et le record du nombre de buts marqués 82, avec un goal average de + 49 (2e meilleure défense du championnat).
Lors de la cérémonie des Trophées du Football 2021-2022, Philippe Montanier est élu meilleur entraîneur de Ligue 2.
Le 6 juillet 2022, il prolonge d'une saison avec le Téfécé soit jusqu'en 2024.
Le TFC réalise une belle première saison dans l'élite, en assurant son maintien facilement, et en faisant un magnifique parcours en coupe de France. Le 29 Avril 2023, le TFC s'impose 5-1 face à Nantes au Stade de France, en finale de la Coupe de France, et s'offre son second titre depuis 66 ans. Philippe Montanier célèbre en lançant son emblématique chenille dans le vestiaire, célébration qui lui vient de ses années à la Real Sociedad.
Le 14 juin 2023, le club annonce le départ de Philippe Montanier.

## Statistiques

### Joueur
| Saison                | Club                  | Championnat           | Championnat | Championnat | Coupe nationale | Coupe nationale | Coupe de la Ligue | Coupe de la Ligue | Compétition(s) continentale(s) | Compétition(s) continentale(s) | Compétition(s) continentale(s) | Total | Total |
| Saison                | Club                  | Division              | M.          | B.          | M.              | B.              | M.                | B.                | Comp.                          | M.                             | B.                             | M.    | B.    |
| 1987-1988             | SM Caen               | Division 2            | 4           | 0           | -               | -               | -                 | -                 | -                              | -                              | -                              | 4     | 0     |
| 1988-1989             | SM Caen               | Division 1            | 14          | 0           | 4               | 0               | -                 | -                 | -                              | -                              | -                              | 18    | 0     |
| 1989-1990             | SM Caen               | Division 1            | 38          | 0           | 1               | 0               | -                 | -                 | -                              | -                              | -                              | 39    | 0     |
| Sous-total            | Sous-total            | Sous-total            | 56          | 0           | 5               | 0               | -                 | -                 | -                              | -                              | -                              | 61    | 0     |
| 1990-1991             | FC Nantes             | Division 1            | 8           | 0           | -               | -               | -                 | -                 | -                              | -                              | -                              | 8     | 0     |
| Sous-total            | Sous-total            | Sous-total            | 8           | 0           | -               | -               | -                 | -                 | -                              | -                              | -                              | 8     | 0     |
| 1991-1992             | SM Caen               | Division 1            | 31          | 0           | 2               | 0               | -                 | -                 | -                              | -                              | -                              | 33    | 0     |
| 1992-1993             | SM Caen               | Division 1            | 34          | 0           | 1               | 0               | -                 | -                 | C3                             | 2                              | 0                              | 37    | 0     |
| 1993-1994             | SM Caen               | Division 1            | 8           | 0           | 1               | 0               | -                 | -                 | -                              | -                              | -                              | 9     | 0     |
| Sous-total            | Sous-total            | Sous-total            | 73          | 0           | 4               | 0               | -                 | -                 | -                              | 2                              | 0                              | 79    | 0     |
| 1994-1995             | Toulouse FC           | Division 2            | 42          | 0           | -               | -               | -                 | -                 | -                              | -                              | -                              | 42    | 0     |
| 1995-1996             | Toulouse FC           | Division 2            | 31          | 0           | -               | -               | 1                 | 0                 | -                              | -                              | -                              | 32    | 0     |
| 1996-1997             | Toulouse FC           | Division 2            | 14          | 0           | -               | -               | -                 | -                 | -                              | -                              | -                              | 14    | 0     |
| Sous-total            | Sous-total            | Sous-total            | 87          | 0           | -               | -               | 1                 | 0                 | -                              | -                              | -                              | 88    | 0     |
| 1997-1998             | FC Gueugnon           | Division 2            | 42          | 0           | -               | -               | 2                 | 0                 | -                              | -                              | -                              | 44    | 0     |
| 1998-1999             | FC Gueugnon           | Division 2            | 37          | 0           | -               | -               | 1                 | 0                 | -                              | -                              | -                              | 38    | 0     |
| Sous-total            | Sous-total            | Sous-total            | 79          | 0           | -               | -               | 3                 | 0                 | -                              | -                              | -                              | 82    | 0     |
| 1999-2000             | AS Saint-Étienne      | Division 1            | 4           | 0           | -               | -               | 1                 | 0                 | -                              | -                              | -                              | 5     | 0     |
| Sous-total            | Sous-total            | Sous-total            | 4           | 0           | -               | -               | 1                 | 0                 | -                              | -                              | -                              | 5     | 0     |
| Total sur la carrière | Total sur la carrière | Total sur la carrière | 306         | 0           | 9               | 0               | 5                 | 0                 | -                              | 2                              | 0                              | 322   | 0     |

### Entraîneur
| Saison    | Club              | Division          | J   | V   | N   | D   | %V |
| --------- | ----------------- | ----------------- | --- | --- | --- | --- | -- |
| 2004-2005 | US Boulogne       | CFA               | 38  | 22  | 9   | 7   | 58 |
| 2005-2006 | US Boulogne       | National          | 39  | 16  | 10  | 13  | 41 |
| 2006-2007 | US Boulogne       | National          | 40  | 23  | 9   | 8   | 58 |
| 2007-2008 | US Boulogne       | Ligue 2           | 45  | 15  | 9   | 21  | 33 |
| 2008-2009 | US Boulogne       | Ligue 2           | 46  | 26  | 6   | 14  | 57 |
| 2009-2010 | Valenciennes FC   | Ligue 1           | 40  | 14  | 10  | 16  | 35 |
| 2010-2011 | Valenciennes FC   | Ligue 1           | 42  | 11  | 19  | 12  | 26 |
| 2011-2012 | Real Sociedad     | Liga              | 42  | 14  | 11  | 17  | 33 |
| 2012-2013 | Real Sociedad     | Liga              | 40  | 18  | 13  | 9   | 45 |
| 2013-2014 | Stade rennais FC  | Ligue 1           | 46  | 16  | 14  | 16  | 35 |
| 2014-2015 | Stade rennais FC  | Ligue 1           | 44  | 16  | 12  | 16  | 36 |
| 2015-2016 | Stade rennais FC  | Ligue 1           | 17  | 5   | 8   | 4   | 29 |
| 2016-2017 | Nottingham Forest | Championship (D2) | 30  | 9   | 6   | 15  | 30 |
| 2018-2019 | RC Lens           | Ligue 2           | 47  | 21  | 13  | 13  | 44 |
| 2019-2020 | RC Lens           | Ligue 2           | 31  | 14  | 10  | 7   | 45 |
| 2020-2021 | Standard de Liège | D1A               | 28  | 10  | 8   | 10  | 36 |
| 2021-2022 | Toulouse FC       | Ligue 2           | 43  | 26  | 11  | 6   | 60 |
| 2022-2023 | Toulouse FC       | Ligue 1           | 44  | 19  | 9   | 16  | 42 |
| Total     | Total             | Total             | 702 | 295 | 187 | 220 | 42 |

Dernière mise à jour le 22 mai 2023

## Palmarès entraîneur

### En club
- Champion de France de CFA en 2005 avec l'US Boulogne
- Finaliste de la Coupe de France en 2014 avec le Stade rennais
- Champion de France de Ligue 2 en 2022 avec le Toulouse FC
- Vainqueur de la Coupe de France en 2023 avec le Toulouse FC

### Distinctions individuelles
- Élu meilleur entraîneur de Ligue 2 en 2009 avec l'US Boulogne et en 2022[27] avec le Toulouse FC
- Élu meilleur entraîneur de la Liga en 2013 avec la Real Sociedad[28]